# Muy Interesante
Muy Interesante è una rivista spagnola di divulgazione scientifica fondata nel 1981, in uscita nelle edicole con cadenza mensile, è pubblicata dal  gruppo editoriale G+J España.
I suoi contenuti abbracciano argomenti di scienza, natura, tecnologia, salute e storia. La pubblicazione si caratterizza per una ricchezza di immagini e vanta uno stile giornalistico semplice e di conseguenza accessibile a lettori di ogni livello di studio.
La rivista vanta delle edizioni anche in Argentina, Messico, Colombia, Brasile, Portogallo e Cile.